# Morada Nova de Minas
Morada Nova de Minas là một đô thị thuộc bang Minas Gerais, Brasil. Đô thị này có diện tích 2084,612 km², dân số năm 2007 là 8297 người, mật độ 4 người/km².